# Microgaster sylleptae
Microgaster sylleptae är en stekelart som beskrevs av De Saeger 1942. Microgaster sylleptae ingår i släktet Microgaster och familjen bracksteklar. Inga underarter finns listade i Catalogue of Life.